# Chiesa di San Bernardino (Vertova)
La chiesa di San Bernardino è la parrocchiale di Semonte frazione di Vertova in provincia e diocesi di Bergamo; fa parte del vicariato di Gazzaniga. La chiesa è stata elevata a parrocchia nel 1911.

## Storia
La devozione a san Bernardino da Siena è sempre stata molto importante per la bergamasca, questi infatti era venuto ben due volte a Bergamo e aveva portato la pace tra le famiglie guelfe e ghibelline facendo cessare le lotte intestine che dal XIII secolo viveva il territorio. Dopo la sua canonizzazione del 1450 molti edifici di culto furono elevati e intitolati al santo senese, su tutto il territorio della bergamasca.
La chiesa di Semonte, frazione di Vertova, risulta visitata dall'arcivescovo di Milano san Carlo Borromeo il 12 ottobre 1575. Negli atti della visita l'edificio viene indicato inserito nel territorio di Fiorano al Serio e sussidiaria della chiesa di San Giorgio, aggregata alla pieve nembrese di san Martino.
La chiesa fu elevata a parrocchia l'11 maggio 1911, smembrata da quella di San Giorgio di Fiorano al Serio con la bolla vescovile di Giacomo Radini-Tedeschi, diventando parrocchia autonoma di San Bernardino. La seconda metà del Novecento vide lavori di ammodernamento e mantenimento dell'edificio.
Con decreto del 27 maggio 1979 del vescovo di Bergamo Giulio Oggioni la parrocchia fu inserita nel vicariato locale di Gazzaniga.

## Descrizione
L'edificio di culto, con la facciata rivolta a sud, è affiancato dalla strada che collega i comuni di Vertova e Fiorano, e preceduto da un piccolo sagrato con pavimentazione in pavé delimitato da una barriera in ferro. La facciata liscia con alta zoccolatura in marmo di Zandobbio presenta centralmente il portale in pietra di Sarnico con architrave. Nella parte superiore centrale la finestra rettangolare atta a illuminare l'aula, con contorno modanato, e lateralmente i dipinti raffiguranti san Bernardo e san Francesco d'Assisi. La facciata si conclude con un cornicione curvilineo. L'ingresso laterale, posto sul lato est della chiesa è preceduto da un porticato sopraelevato che accoglie l'organo mentre l'abside e il campanile sono posti a fianco dell'ingresso a ovest.
L'interno, a pianta rettangolare, a navata unica divisa da lesene in quattro campate precedute dalla bussola in rovere. Le lesene sono complete di zoccolatura in marmo e coronate da capitelli in stucco che reggono la trabeazione con cornicione dove s'imposta la volta a botte. L'altare maggiore precede la zona presbiteriale terminante con il coro ligneo e copertura a catino.